# Raise Your Glass
Raise Your Glass je píseň americké pop-rockové zpěvačky Pink. Píseň se nachází na jejím druhém výběrovém albu Greatest Hits... So Far!!!. Produkce se ujali producenti Max Martin a Shellback.

## Hitparáda
| Země           | Umístění |
| -------------- | -------- |
| USA            | 1        |
| Kanada         | 2        |
| Austrálie      | 1        |
| Nový Zéland    | 5        |
| Česko          | 1        |
| Velká Británie | 13       |

| "Only Girl (In the World)" od Rihanna | Australské #1 hity 18. října ~ 24. října 2010 | "Just The Way You Are" od Bruno Mars |
| "Only Girl (In the World)" od Rihanna | USA #1 hity 11. prosince ~ 17. prosince 2010  | "Firework" od Katy Perry             |